# Air Tropiques
 (décembre 2018).
Si vous disposez d'ouvrages ou d'articles de référence ou si vous connaissez des sites web de qualité traitant du thème abordé ici, merci de compléter l'article en donnant les références utiles à sa vérifiabilité et en les liant à la section « Notes et références ».
Air Tropiques était une compagnie aérienne basée à Kinshasa, en République Démocratique du Congo. Elle opère à l'échelon national, régional et sur les vols charter. Sa base principale est N'Dolo l'Aéroport Kinshasa.
La compagnie était sur la liste des transporteurs aériens interdits dans l'Union Européenne.
Air Tropiques a fusionné avec Kin Avia en juin 2016.

## Histoire
La compagnie aérienne a été créée en 2001 et a débuté ses activités en février 2001. Elle dispose de 50 employés.

## Flotte aérienne
L'Air Tropiques flotte comprend les appareils suivants (juillet 2012):
- 1 Fokker F27 Mk100 (9Q-CLN) (Permanent)
- 1 Raytheon Beech 1900C Avion de ligne (9Q-CEJ) (sans moteurs)
- 1 Raytheon Beech King Air 200 (9Q-CAJ)
- 1 Let 410 UVP (9Q-chef de la direction)
- 1 Let 410 UVP-E (9Q-CFA)
- 1 Piper Seneca II (9Q-SCC) (Permanent)